# Acutandra ubitiara
Acutandra ubitiara är en skalbaggsart som först beskrevs av Santos-silva och Martins 2000.  Acutandra ubitiara ingår i släktet Acutandra och familjen långhorningar. Inga underarter finns listade i Catalogue of Life.